# White House Plumbers (miniserie)
White House Plumbers (Los fontaneros de la Casa Blanca en España y Los plomeros de la Casa Blanca en Hispanoamérica) es una miniserie de televisión de drama y sátira política de origen estadounidense creada y escrita por Alex Gregory y Peter Huyck y dirigida por David Mandel, basada en el libro de 2007 Integrity de Egil Krogh y Matthew Krogh. La serie está protagonizada por Woody Harrelson, Justin Theroux, Domhnall Gleeson, Kiernan Shipka y Lena Headey y se estrenó por HBO el 1 de mayo de 2023.

## Argumento
Los autores intelectuales del escándalo Watergate y operadores políticos del presidente Richard Nixon, E. Howard Hunt y G. Gordon Liddy, parte del grupo conocido como "Los plomeros de la Casa Blanca" son encargados de arreglar las filtraciones a la prensa por cualquier medio necesario, llegando a derrumbar accidentalmente la presidencia que estaban tratando de proteger.

## Reparto y personajes

### Principales
- Woody Harrelson como E. Howard Hunt: Un oficial de la CIA que, como parte de los plomeros de la Casa Blanca, se encargó de identificar las fuentes de las filtraciones de seguridad nacional tras la publicación de los Pentagon Papers en 1971. Hunt fue condenado por robo, conspiración y escuchas telefónicas y cumplió una pena de 33 meses de prisión por los cargos.
- Justin Theroux como G. Gordon Liddy: Un abogado de la Casa Blanca que trabajó junto a Hunt para dirigir el robo de la sede del Comité Nacional Demócrata en el edificio del complejo Watergate. Liddy fue condenado por robo, conspiración y negarse a testificar ante el comité del Senado que investigaba el escándalo Watergate. Cumplió casi 52 meses en una prisión federal por los cargos.
- Lena Headey como Dorothy Hunt: Esposa de E. Howard Hunt. Hunt murió en diciembre de 1972 en el accidente del vuelo 553 de United Airlines.
- Domhnall Gleeson como John Dean: Un abogado que se desempeñó como Consejero de la Casa Blanca de Nixon desde julio de 1970 hasta abril de 1973. Después de su papel en el encubrimiento del escándalo de Watergate, testificó ante el Congreso como testigo y se declaró culpable de un solo delito grave a cambio de una sentencia reducida si servía como testigo clave en el juicio de Watergate. Dean fue inhabilitado como abogado luego de su declaración de culpabilidad.
- Judy Greer como Fran Liddy: Esposa de G. Gordon Liddy.
- Kim Coates como Frank Sturgis.
- Gary Cole como Mark Felt.
- Toby Huss como James W. McCord Jr.
- Liam James como San Juan Caza.
- Tony Plana como Eugenio "Muscolito" Martínez.
- Yul Vázquez como Bernard "Macho" Barker.
- Zoe Levin como Lisa Hunt.
- Nelson Ascencio como Virgilio "Villo" González.
- Rich Sommer como Egil "Bud" Krogh.
- Tre Ryder como David Hunt.
- Alexis Valdés como Felipe De Diego.
- Ike Barinholtz como Jeb Stuart Magruder.
- John Carroll Lynch como John N. Mitchell.
- Joel Murray.
- Emily Pendergast.
- Kathleen Turner como Dita Beard.
- Zak Orth como Alfred C. Baldwin III.
- Kiernan Shipka como Kevan Hunt.
- Marc Menchaca como Carl Shoffler.
- David Pasquesi.
- Eddie K. Robinson como Frank Wills.

### Recurrentes
- Jim Downey como Spencer Oliver.
- Joel Van Liew como David Young.
- JP Manoux como Robert Mardian.

## Episodios
| N.º en serie | N.º en temp. | Título                                                                                    | Dirigido por | Escrito por                | Fecha de lanzamiento original |
| ------------ | ------------ | ----------------------------------------------------------------------------------------- | ------------ | -------------------------- | ----------------------------- |
| 1            | 1            | «El robo de Beverly Hills» (en inglés: «The Beverly Hills Burglary»)                      | David Mandel | Alex Gregory y Peter Huyck | 1 de mayo de 2023             |
| 2            | 2            | «Por favor, destruya esto» (en inglés: «Please Destroy This, Huh?»)                       | David Mandel | Alex Gregory y Peter Huyck | 8 de mayo de 2023             |
| 3            | 3            | «No bebas el Whisky en Watergate» (en inglés: «Don't Drink the Whiskey at the Watergate») | David Mandel | Alex Gregory y Peter Huyck | 15 de mayo de 2023            |
| 4            | 4            | «La esposa del escritor» (en inglés: «The Writer's Wife»)                                 | David Mandel | Alex Gregory y Peter Huyck | 22 de mayo de 2023            |
| 5            | 5            | «Verdaderos creyentes» (en inglés: «True Believers»)                                      | David Mandel | Alex Gregory y Peter Huyck | 29 de mayo de 2023            |

## Producción

### Desarrollo
El 4 de diciembre de 2019, se anunció que HBO había ordenado la serie limitada de cinco episodios creada y producida por Alex Gregory, Peter Huyck, David Mandel, Frank Rich, Ruben Fleischer y David Bernad. Gregory y Huyck se unieron para escribir la miniserie con Mandel dirigiendo todos los episodios. La serie se estrenó el 1 de mayo de 2023.

### Casting
Junto con el anuncio de la serie, Woody Harrelson y Justin Theroux fueron confirmados en los papeles principales y como productores ejecutivos. En abril de 2021, Domhnall Gleeson y Lena Headey fueron elegidos para otros papeles principales. En mayo de 2021, Kiernan Shipka, Ike Barinholtz, Yul Vazquez, David Krumholtz, Rich Sommer, Kim Coates y Liam James se unieron al elenco en papeles protagónicos, mientras que Nelson Ascencio, Gary Cole, Toby Huss, Zoe Levin, John Carroll Lynch, Zak Orth, y Tony Plana fueron elegidos en papeles no confirmados. La semana siguiente, Kathleen Turner se unió al elenco principal. En junio de 2021, Judy Greer fue elegida para un papel principal. En julio de 2021, Corbin Bernsen y Alexis Valdés fueron elegidos en papeles no confirmados.

### Rodaje
La serie inició la fotografía principal el 3 de mayo de 2021 y finalizó el 21 de octubre de 2021. El rodaje tuvo lugar en Poughkeepsie, Nueva York, en Zack's Way en la ciudad de Nueva York, Albany, Nueva York, Washington D. C., Charlotte Amalie, Islas Vírgenes de EE. UU., Beverly Hills, California, y Redondo Beach, California . El 5 de agosto de 2021, la producción se suspendió después de que, según los informes, una grabación de audio captara a Mandel regañando y amenazando al jefe de utilería, a los que posteriormente el departamento de utilería abandonó el set. La filmación se reanudó el 12 de agosto con protocolos adicionales luego del incidente.

## Recepción
En el sitio web de reseñas, Rotten Tomatoes, la serie tiene un índice de aprobación del 71%, con una calificación promedio de 6.2/10, según 31 reseñas críticas. El consenso de los críticos del sitio web dice: "Los plomeros de la Casa Blanca se atascan con su exagerada adhesión a la historia real, pero con actores tan atractivos y un material que realmente es más extraño que la ficción, se desvanece con bastante facilidad". Metacritic, que utiliza un promedio ponderado, ha asignado una puntuación de 60 sobre 100 basada en 18 críticas, lo que indica "reseñas mixtas o promedio". 